# Tramecourt
Tramecourt é uma comuna francesa na região administrativa de Altos da França, no departamento de Pas-de-Calais. Estende-se por uma área de 2,22 km². Em 2010 a comuna tinha 60 habitantes (densidade: 27 hab./km²).